# Алекс Фернандес (футболіст, 2002)
Алекс Фернандес (порт. Alex Fernandes; нар. 3 червня 2002, Сантус) — бразильський футболіст, півзахисник азербайджанського клубу «Нефтчі».
Виступав, зокрема, за клуб «Черно море».

## Клубна кар'єра
Народився 3 червня 2002 року в місті Сантус. Вихованець юнацьких команд футбольних клубів «Португеза Сантіста», «Атлетіко Мінейру» та «Сантус».
У дорослому футболі дебютував 2022 року виступами за команду «Черно море», в якій провів два сезони, взявши участь у 43 матчах чемпіонату. Більшість часу, проведеного у складі «Черно моря», був основним гравцем команди.
До складу клубу «Балтика» приєднався 2024 року. Станом на 2 серпня 2024 року відіграв за калінінградську команду 16 матчів у національному чемпіонаті.
11 лютого 2025 року «Нефтчі» (Баку) орендував гравця до кінця поточного сезону.